# Crupet
Crupet is een plaats en deelgemeente van de Belgische gemeente Assesse. Crupet ligt in de provincie Namen en was tot 1 januari 1977 een zelfstandige gemeente. Crupet is aangesloten bij Les Plus Beaux Villages de Wallonie. Het dorp staat bekend om het Kasteel Carondelet of Kasteel van Crupet, alsook om een bedevaartsgrot naast de Sint-Martinuskerk.

## Demografische ontwikkeling
- Bronnen:NIS, Opm:1831 tot en met 1970=volkstellingen, 1976= inwoneraantal op 31 december

## Bezienswaardigheden
De plaats is een bedevaartsoord en toeristische trekpleister, vanwege de bijzondere grot naast de kerk van Sint-Martinus (Saint-Martin), ingewijd op 12 juli 1903. De grot toont verschillende voorstellingen van heiligenlevens (vooral van Antonius van Padua), met 22 levensgrote figuren en wordt bekroond door spectaculaire rode duivels. De pastoor die zijn leven wijdde aan de vervaardiging van deze grot, Gerard, is zelf eveneens levensgroot afgebeeld, biddend naast het bankje voor de grot.
Lager in het dal ligt het kasteel Carondelet met een donjon uit de 13e eeuw. Er bevindt zich een horecagelegenheid op het terrein en er was een - inmiddels gesloten - beroemde forellenkwekerij opzij van de donjon. Het kasteel was steeds in adellijke handen, tot het in 1925 gekocht werd door architect Adrien Blomme. Ofschoon Brussels architect met enkele art-decogebouwen op zijn naam, restaureerde hij het kasteel en paste het enigszins aan aan het 20e-eeuws wooncomfort. Tot voor kort werd het kasteel ook door Blommes nazaten bewoond.

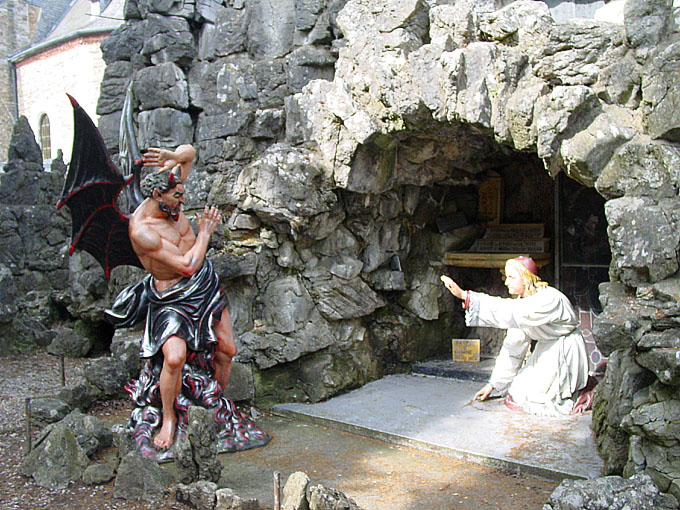
De grot: een duivel deinst terug
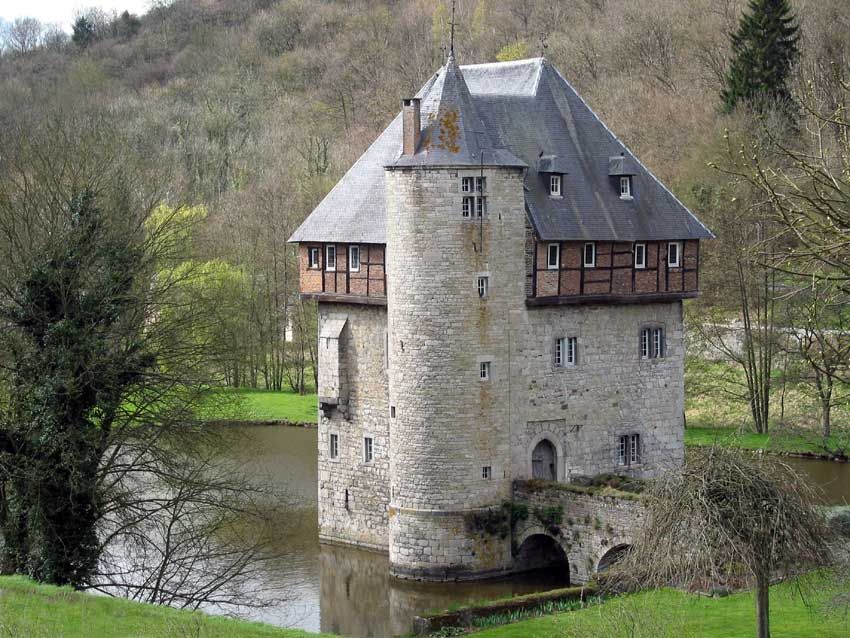
Crupet, donjon van het kasteel van de Carondelet
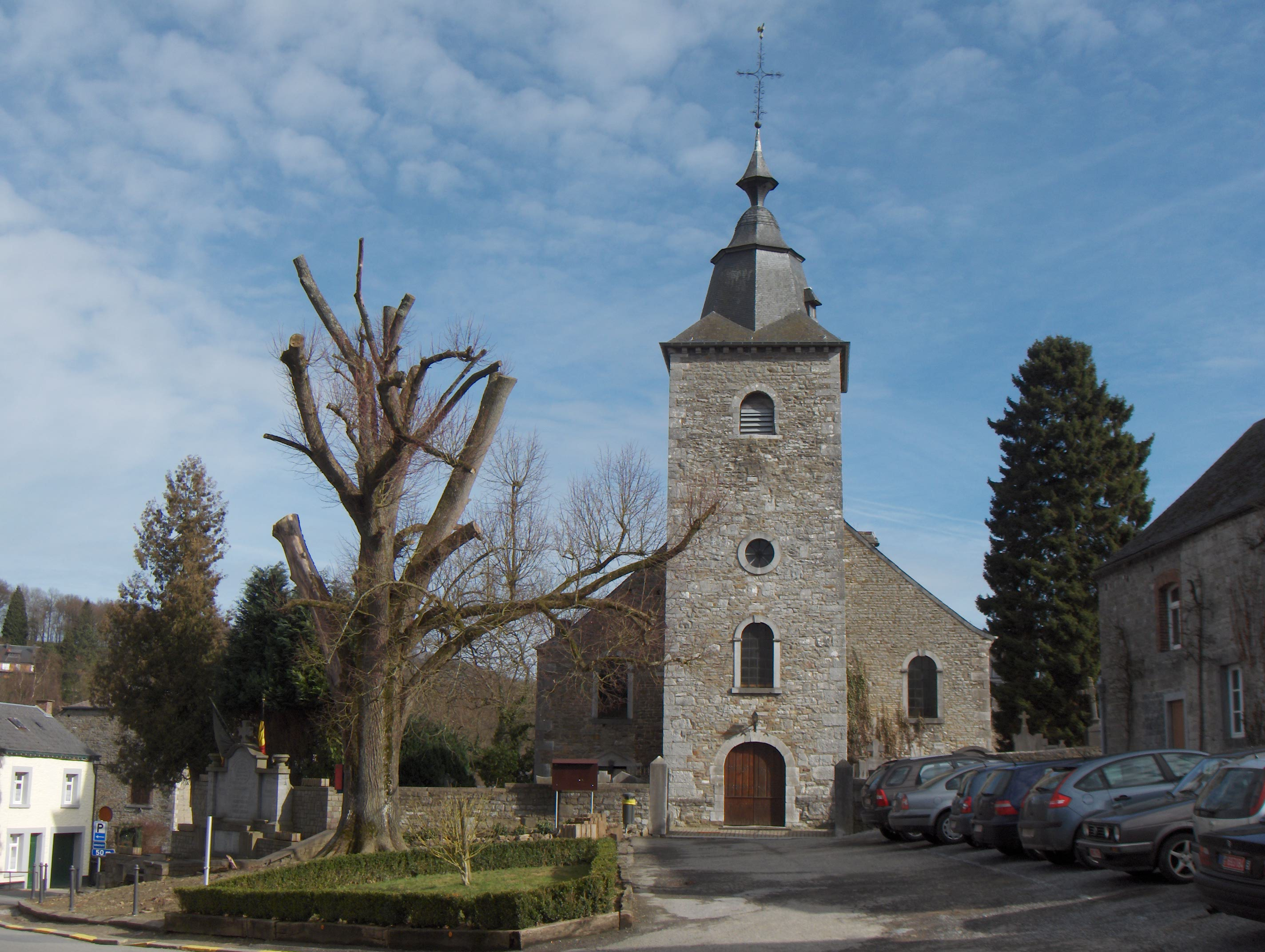
Crupet, Sint-Martinuskerk

Deelgemeenten: Assesse · Courrière · Crupet · Florée · Maillen · Sart-Bernard · Sorinne-la-Longue

Overige dorpen en gehuchten: Ivoy · Mianoye · Trieu

Belgische gemeenten · arrondissement Namen · provincie Namen · Wallonië